# Geisgau
Geisgau ist ein Gemeindeteil der Marktgemeinde Scheidegg im bayerisch-schwäbischen Landkreis Lindau (Bodensee).

## Geographie
Die Einöde liegt circa 2,5 Kilometer südwestlich des Hauptorts Scheidegg und zählt zur Region Westallgäu.

## Ortsname
Eine sichere Deutung des Ortsnamens ist nicht möglich. Das Grundwort -gau könnte für das mittelhochdeutsche Wort ge-hou für Waldschlag stehen. Das Bestimmungswort das mittelhochdeutsche Wort gieze für fließendes Gewässer. Ein Assoziation zu Geiß, Ziege ist eher unwahrscheinlich.

## Geschichte
Geisgau wurde erstmals urkundlich im Jahr 1569 als Gyßkau erwähnt. 1605 wurde eine Sägemühle im Ort erwähnt. 1818 wurden zwei Wohngebäude im Ort gezählt. Geisgau gehörte einst der Herrschaft Altenburg an. 1899 stellten die Mahlmühle und die Säge an der Maisach den Betrieb ein und wurde abgebrochen.